# Miki Nakatani
Miki Nakatani (中谷 美紀 Nakatani Miki?,  Higashimurayama, Tokio, 12 de enero de 1976) es una actriz y cantante japonesa. Estuvo afiliada a Stardust Promotion hasta el 31 de julio de 2015, cuando firmó un contrato con GR Promotion.

## Carrera
En 2000, Nakatani apareció en la película Kaosu del director Hideo Nakata, mientras que en 2005 protagonizó el filme de horror Loft de Kiyoshi Kurosawa. En 2006, ganó el premio a mejor actriz en el Hochi Film Award por su papel en Kiraware Matsuko no Isshō. Ese mismo protagonizó la película Zero Focus junto con Ryōko Hirosue y Tae Kimura. En 2007, apareció en Silk de François Girard.

## Filmografía

### Películas
- Berlin (1995) - Kyoko
- Daishitsuren (1995)
- Ringu (1998) - Mai Takano
- Rasen (1998) - Mai Takano
- Ringu 2 (1999) - Mai Takano
- Kaosu (2000) - Satomi Tsushima
- Keizoku (2000) - Jun Shibata
- When the Last Sword Is Drawn (2003) - Nui
- River of First Love (2004) - Satuki Kato
- The Hotel Venus (2004) - Esposa
- Rikidozan (2004) - Aya
- Thirty Lies or So (2004) - Takarada
- Densha Otoko (2005) - Hermes
- Loft (2005) - Reiko Hatuna
- Dead Run (2005) - Akane
- Kiraware Matsuko no Isshō (2006) - Matsuko Kawajiri
- Christmas on July 24th Avenue (2006) - Sayuri Honda
- Silk (2007) - Madame Blanche
- Happy Ever After (2007) - Sachie Morita
- Flavor of Happiness (2008) - Takako Yamashita
- Zero Focus (2009) - Sachiko
- Sweet Little Lies (2010)
- Hankyu Train (2011) - Shoko
- Tale of Ganji (2011) - Murasaki Shikibu
- Himawari & Puppy's Seven Days (2013)
- Real (2013) - Eiko Aihara
- The Kiyosu Conference (2013) - Nene
- Rikyu ni tazune yo (2013) - Souon
- Kawaki (2014)
- Tsukuroi Tatsu Hito (2015)

### Televisión
- Hitotsu Yane no Shita (1993) - Aiko Mifune
- Oda Nobunaga (1998) - Nōhime
- Joi (1999)
- Woman Doctor (1999)
- Keizoku (1999) - Jun Shibata
- Eien no Ko (2000) - Yuki Kusaka
- Manatsu no Merry Christmas (2000) - Haru Hoshino
- Prince Shotoku (2001) - Tojiko no Iratsume
- R-17 (2001)
- Otosan (2002)
- Believe (2002)
- Jin (2009)
- Beautiful Rain (2012) - Akane Nishiwaki
- Gunshi Kanbei (2014) - Teru
- Ghostwriter (2015) - Risa Tono
- IQ246 (2016) - Tomomi Morimoto
- Kataomoi (2017)

## Discografía

### Álbumes
- Shokumotsu Rensa (1996)
- Cure (1997)
- Vague (1997)
- Absolute Value (1998)
- Shiseikatsu (1999)
- Pure Best (2001)
- Miki (2001)

### Sencillos
- "Mind Circus" (1996)
- "Strange Paradise" (1996)
- "Suna no Kajitsu" (1997) con Ryuichi Sakamoto
- "Wilder Than Heaven" (1997)
- "Ibara no Kanmuri" (1997)
- "Chronic Love" (1999)
- "Frontier" (1999)
- "Kowareta Kokoro" (2000)
- "Air Pocket" (2001)

### Videos
- Butterfish (1997)
- Completeness (1998)
- Air Pocket (2002)

### DVD
- Butterfish (2000)
- Kowareta Kokoro (2000)
- Air Pocket (2002)